# 한국나노마이스터고등학교
한국나노마이스터고등학교(韓國나노마이스터高等學校)는 대한민국 경상남도 밀양시 무안면 신법리에 있는 공립 고등학교이다.

## 학교 연혁
- 1966년 12월 19일 : 무안농업고등학교 설립 인가(농업과 3학급)
- 1967년 3월 10일 : 개교
- 1972년 11월 17일 : 학칙변경 인가(농업과 3학급, 보통과 3학급)
- 1973년 1월 9일 : 무안종합고등학교로 교명 변경
- 1978년 11월 4일 : 무안실업고등학교로 교명 변경(농업과 6학급, 상업과 3학급)
- 1997년 3월 1일 : 밀양공업고등학교로 교명 변경
- 2009년 3월 1일 : 밀양전자고등학교로 교명 변경
- 2013년 11월 5일 : 학칙변경 인가(전자계산기과 폐과, 신재생에너지전기과 신설)
- 2019년 3월 1일 : 한국나노마이스터고등학교 전환 개교
- 2019년 3월 1일 : 제26대 홍성환 교장 취임
- 2019년 3월 4일 : 신입생 나노융합과(101명) 입학
- 2023년 1월 6일 : 제54회(83명) 마이스터 2기졸업(졸업생 총수 4,578명)
- 2023년 3월 2일 : 신입생 나노융합과(90명) 입학
- 2024년 3월 2일 : 신입생 나노융합과(90명) 입학

## 설치 학과
- 나노융합과

## 참고 자료
- 한국나노마이스터고등학교 - 한국교육학술정보원 학교알리미